# Mycalesis itys
Mycalesis itys är en fjärilsart som beskrevs av Felder 1867. Mycalesis itys ingår i släktet Mycalesis och familjen praktfjärilar. IUCN kategoriserar arten globalt som livskraftig. Inga underarter finns listade i Catalogue of Life.